# Juan de Urdanegui y López de Inoso
Juan de Urdanegui y López de Inoso (Orduña, Vizcaya, 1619 -  Lima, 1682) fue un militar y noble español, de origen vizcaíno, establecido en el Virreinato del Perú, primer Marqués de Villafuerte.

## Biografía
Bautizado el 25 de enero de 1619, era hijo de Juan de Urdanegui Menoyo y Francisca López de Inoso. Pasó al Perú en 1638, siguiendo la carrera militar, llegando a General de la Armada del Sur y confiándosele la gobernación del presidio del Callao. Fue investido con el hábito de caballero de la Orden de Santiago, el 18 de agosto de 1667, en el Convento de San Agustín. Al año siguiente, el 5 de noviembre de 1668, contrajo matrimonio con Constanza de Oviedo Luján y Recalde, hija del general Francisco Sigoney y Luján. Fue nombrado Alguacil Mayor de la Inquisición y luego Alcalde Ordinario de Lima (1679).
Sus estrechos vínculos con la Compañía de Jesús lo llevaron a financiar a la Orden en la construcción de diferentes obras: fundación de un Colegio en su villa natal; alhajas de plata para un altar de su Iglesia, con un valor de 40.000 pesos, y sumando en sus donaciones más de 110.000 pesos. Es más, al término de su mandato como alcalde, y con la debida autorización de su esposa, solicitó el ingreso a la Compañía e hizo la profesión de los tres votos. Obtuvo de manera póstuma, el título de Marqués de Villafuerte, semanas después de su fallecimiento acaecido el 16 de noviembre de 1682.

## Descendencia
De su mencionado matrimonio, tuvo los siguientes hijos:
1. José Félix de Urdanegui y Oviedo Luján, II Marqués de Villafuerte, casado con Ana Antonia Delgadillo Sotomayor y Bolívar, heredera del Marquesado de Sotomayor.
2. Juan Urdanegui y Oviedo, Oficial de la Real Hacienda en México.
3. Juana Urdanegui y Oviedo Luján, casada con Tomás Marín de Poveda, I Marqués de Cañada Hermosa.
4. Josefa Urdanegui, casada con Juan de la Cueva Mendoza Cárdenas, I Marqués de Santa Lucía de Conchán.
5. María Isabel Urdanegui, casada con su primo Alonso Ortega Oviedo.

| Predecesor: Francisco Delgadillo y Sotomayor | Alcalde ordinario de Lima Segundo voto 1679 | Sucesor: Fernando Perales y Saavedra |